# Acid3

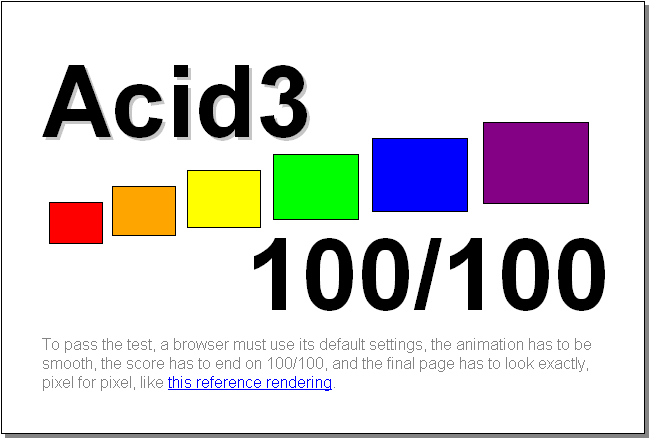
Referenční ukázka správného zobrazení testu

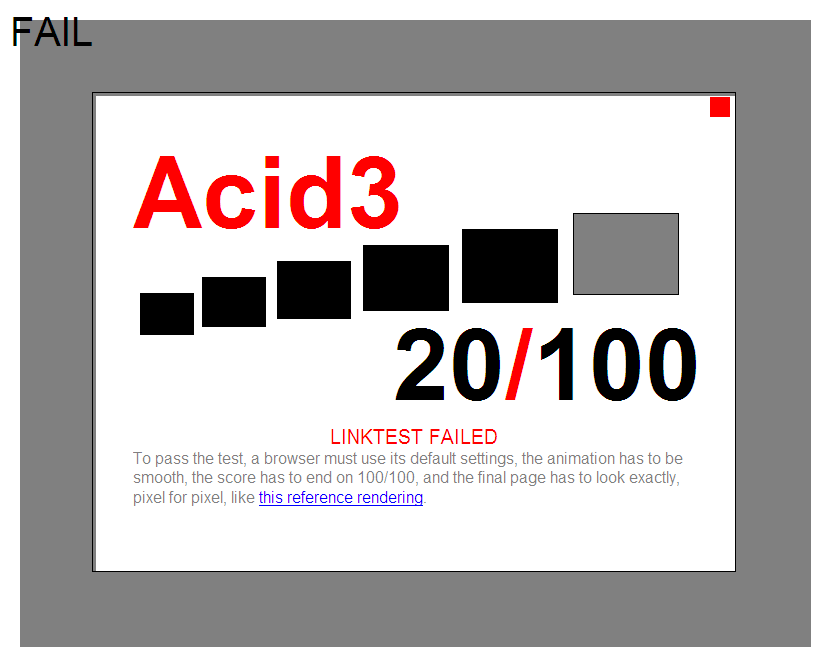
Ukázka nesplněného testu (IE 8)

Acid3 je v pořadí již třetí test, který poukazuje na chyby v implementacích webových standardů internetových prohlížečů. Test v letech 2007–2008 za pomoci dobrovolníků vytvořil Ian Hickson a oficiálně byl publikován začátkem roku 2008 skupinou Web Standards Project.
Oproti svým předchůdcům je Acid3 mnohem rozsáhlejší a soustředí se na testování několika specifikací, mj. DOM, JavaScript, SVG a CSS3.
Pro úspěšné splnění testu musí webový prohlížeč zobrazit Acid3 na pixel stejně se srovnávacím zobrazením a animace celého testu musí být plynulá. Většinu podmínek testu splnily testovací verze prohlížečů Opera 10 alfa, Safari 4 beta a Chrome 2.0 beta během několika týdnů.
Testem už úspěšně prošly poslední oficiální verze prohlížečů:
- Google Chrome
- Mozilla Firefox
- Internet Explorer
- Apple Safari
- Opera

Detaily o neprošlých testech se zobrazí po kliknutí na písmeno „A“ zobrazeného Acid3 testu (při kliknutí je možné držet klávesu Shift pro zobrazení informací v novém okně).
V současnosti (2018) většina prohlížečů (Chrome, Firefox, Opera) plní test na 97/100.